# Noginsk
Noginsk (rusko Ноги́нск), do leta 1930 Bogorodsk (rusko Богородск) je mesto in upravni center Noginskega rajona v Moskovski oblasti v Rusiji, 34 km vzhodno od Moskovskega avtomobilskega obroča ob reki Kljazmi. Leta 2021 je imel 102.891 prebivalcev.

## Zgodovina
Ustanovljen je bil leta 1389 kot Rogoži, leta 1781 pa je bil z dekretom Katarine Velike preimenovan v Bogorodsk  in je prejel status mesta. V 19. stoletju in v večini 20. stoletja je bilo mesto velik tekstilni center ter je predelovalo bombaž, svilo in volno. Leta 1930 je bilo mesto poimenovano Noginsk po boljševiku Viktorju Noginu.

## Gospodarstvo
Mestna industrijska proizvodnja se osredotoča na keramiko (dva velika holdinga), hrano (Biserovo ribištvo in tovarna rib v Noginsku), pijače (en največjih proizvajalcev pijač v Rusiji je v bližini Noginska) in gradbeni material.